# Estadio Nacional Chelato Uclés
El Estadio Nacional De Fútbol De Honduras O También Conocido Como El Estadio Nacional Chelato Uclés, , es un estadio multiusos y uno de los escenarios deportivos más importantes de Honduras. Está ubicado en el Barrio Morazán de la ciudad de Tegucigalpa, en el Distrito Central. Es sede del Club Deportivo Olimpia, Club Deportivo Motagua, y el Club Deportivo Lobos UPNFM. El Estadio Nacional de Tegucigalpa ha sido el marco esplendoroso de las grandes hazañas de varios deportistas hondureños y la grama que se ha regado con las lágrimas de la derrota. Su historia está escrita en más de medio siglo deportivo, donde han participado cientos de partidos históricos y grandes jugadores de la historia del deporte Hondureño.

## Instalaciones
El Estadio Nacional, está localizado en el Barrio Morazán de la capital hondureña, Tegucigalpa. Su capacidad es de 34 000 aficionados. Cuenta con una estructura circular, la cual se divide en cuatro localidades: sector popular (sol), sector preferencial (sombra), sector de silla, los sectores de palcos, así como las cabinas de transmisión.  

### Pantalla Gigante
El 8 de febrero del 2009, se encendió por primera vez, la pantalla gigante colocada en el estadio nacional; fueron muchos los años sin un marcador electrónico adecuado para este monumento al deporte. La pantalla fue donada por una compañía de telefonía móvil Tigo con un costo de 544 mil 96 dólares $US (10 millones 337 mil Lempiras), con unas dimensiones de 15 metros de largo y 10 metros de ancho. Su peso es de alrededor de unas 4500 libras (2041 kg) y tiene una capacidad de 549 billones de colores, construida en bloques, para facilitar futuras reparaciones. La pantalla fue elaborada por Hi Tech Electronics.

## Toma de posesión presidencial
Según está establecido en las Leyes de Honduras, y considerando que esta instalación deportiva pertenece al Estado hondureño manejado específicamente por la estatal Comisión Nacional de Deportes, Educación Física y Deportes (CONDEPOR), a partir del regreso del régimen democrático al país, las tomas de posesión se hacen en esta instalación deportiva, cada 27 de enero de cada cuatro años.

## Historia
El estadio fue construido durante el mandato del dictador Tiburcio Carías Andino, con el propósito de promover el deporte entre la juventud. Este estadio se inauguró el 15 de marzo de 1948, con un encuentro de béisbol entre las escuadras de Honduras y la república de Cuba.
Luego se llevó a cabo un partido de fútbol dentro del marco de un torneo cuadrangular que incluía a las selecciones nacionales de Honduras, Guatemala, Costa Rica y Panamá. En 1955 se llevaría a cabo el Campeonato centroamericano y del Caribe; por lo que las autoridades encargadas del Nacional se vieron en la necesidad de ampliar el estadio, y construir unas graderías adicionales de madera en la parte sur.
Posteriormente el estadio sirvió como marco para otras actividades futbolísticas regionales, como el III Norceca de 1967, el pre-mundial juvenil de 1979, sin olvidar las actividades no relacionadas con el deporte, como las tomas de posesiones presidenciales, conciertos, actos religiosos, etc. Todo ello obligando a los encargados del estadio a realizar un sinnúmero de reparaciones cada año, desde su inauguración.
El acto oficial contó con un momento especial, la bendición del arzobispo de Tegucigalpa, el ministro de educación, destacó la relevancia de inaugurar una obra de esta magnitud y aseguró que era el inicio de un deporte hondureño más competitivo. Posteriormente, Tiburcio Carías Andino hizo el lanzamiento de honor antes del juego de béisbol entre Honduras y Cuba. La representación catracha tenía un equipo joven en donde destacaban peloteros. Antes de construirse el Estadio Nacional, los deportistas capitalinos jugaban al fútbol y al béisbol en las canchas conocidas como el Campo España.

### Ampliación de 1978
Tegucigalpa era la única capital centroamericana que no contaba con instalaciones deportivas adecuadas, porque en El Salvador ya se había levantado el Estadio Flor Blanca, en Costa Rica el Estadio Nacional La Sabana, en Nicaragua el parque de béisbol que se bautizó con el nombre de Anastasio Somoza García y Guatemala construía su estadio olímpico, Estadio Mateo Flores, para ser escenario de los Juegos Centroamericanos de 1950. Debido a todo esto, en 1978, el estadio comenzó su ampliación en las graderías y varias remodelaciones, incrementando la capacidad de esta instalación deportiva a 34,000 espectadores.

### 2010-2022
El 20 de septiembre de 2010 debido a las fuertes lluvias y vientos huracanados que estuvieron azotando el país, una persona murió aplastada por un muro de los graderías del Estadio Nacional de Tegucigalpa que cayó desde varios metros de altura sobre cinco vehículos durante un aguacero acompañado de fuertes vientos. El sector del muro que se desplomó corresponde a la parte posterior del graderío oriental del estadio y cayó, junto a una columna y algunos rótulos publicitarios, sobre tres taxis y dos vehículos particulares que pasaban en ese momento.

#### Cambio de nombre
El 16 de febrero de 2022 luego de una moción presentada por el diputado del Partido Libertad y Refundación, Jari Dixon, se publicó en el Diario La Gaceta el cambio de Nombre a Chelato Uclés como homenaje póstumo al gran Maestro que le dio tantas victorias al Fútbol Hondureño.
El 9 de marzo de 2022, el Congreso Nacional aprobó renombrar el estadio como "José de la Paz Herrera Uclés", en honor al entrenador de fútbol del mismo nombre y conocido como Chelato Uclés, fallecido el año anterior.

## Remodelaciones en 2008
El estadio ha tenido cambios durante el tiempo, con el propósito de conseguir los partidos eliminatorios de la selección de fútbol de Honduras rumbo a Sudáfrica 2010, para el estadio Nacional; el presidente de la Comisión Nacional Pro Instalaciones Deportivas (CONAPID), se anunció oficialmente el 9 de abril de 2007 la compra en el extranjero de la gramilla sintética por parte del gobierno de la República. La remoción del césped, reparaciones en el drenaje, emparejamiento del terreno de juego y ampliación del mismo, además la siembra del nuevo césped natural del tipo Bermuda que es la más adecuado para la práctica del fútbol.

### Remodelaciones siguientes
La Comisión Nacional Pro-Instalaciones Deportivas (CONAPID) realizó varias remodelaciones en el estadio nacional; ya que es considerado como parte de FENAFUTH, cuenta con camerinos de primera categoría y una sala de prensa apta para entrevistas y antesalas. El cambio del techo, el cual llevaba cuarenta años dando vida a la sección de sombra, fue retirado y en su lugar se colocó uno más moderno, como también la colocación de un nuevo alumbrado eléctrico para la salida hacia la cancha, por las localidades de sombra y silla.

## Remodelaciones de 2023
En 2023 la grama del estadio fue cambiada por una nueva, siendo esta importada desde Europa, ya que es una grama híbrida. En febrero del mismo año se anunció la instalación de 18.000 nuevas butacas en las zonas de sol y sombra, que hasta en ese entonces no tenía dichos muebles. Estas remodelaciones se debieron a que el estadio llevaba más de una década sin ningún mantenimiento y estaba obsoleto ante los estándares requeridos.

## Eventos Notables

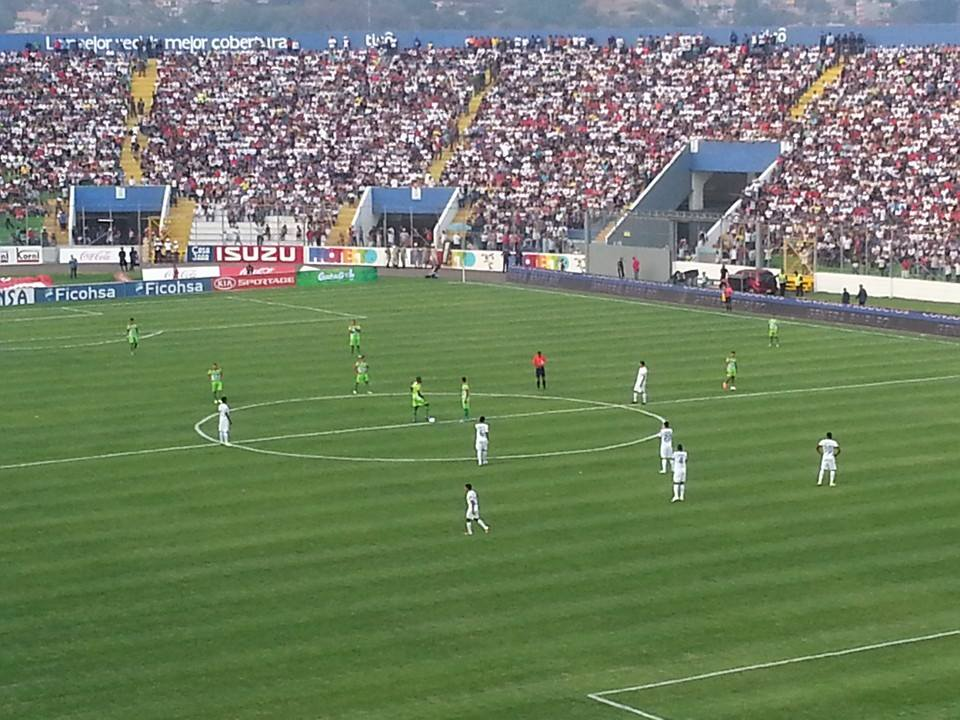
En pleno partido de fútbol.

### Liga profesional de Fútbol de Honduras
El Estadio es utilizado principalmente para partidos de Fútbol desde finales de la década de 1940, en su interior se han jugado varios partidos icónicos en la historia del futbol Hondureño y CONCACAF, especialmente el llamado superclásico capitalino, el partido más visto a nivel nacional donde se enfrentan los dos equipos rivales Olimpia y Motagua. Además ha llevado a cabo finales de la llamada Copa presidente, la cual fue torneo variante de la liga Hondureña. El Estadio Nacional Chelato Uclés también ha sido sede de los siguientes grandes eventos del fútbol internacional tales como las finales de la CONCACAF Champions League.
| Evento                                | Años                   |
| ------------------------------------- | ---------------------- |
| CCCF Championship                     | 1955                   |
| CONCACAF Championship                 | 1967, 1981             |
| Copa Centroamericana                  | 1993, 2001, 2009       |
| Juegos Centroamericanos               | 1990                   |
| CCCF Youth Championship               | 1960                   |
| CONCACAF Sub-20                       | 1978, 1994, 2022       |
| CONCACAF U-17 Championship            | 1987, 2007             |
| Final de la CONCACAF Champions League | 1972, 1980, 1988       |
| Finales de la Liga CONCACAF           | 2018, 2019, 2021, 2022 |
| Copa Interamericana Finals            | 1972, 1988             |
| Finales de la Copa UNCAF Interclub    | 1999, 2005, 2006, 2007 |

### Campeonatos de Fútbol americano
El fútbol americano también se ha jugado dentro del estadio, siendo el más popular el campeonato de fútbol americano femenino conocido como Americas Womans Bowl. La Federación Nacional de Fútbol Americano de Honduras (FENAFAH), en coordinación con las ligas deportivas que activan este organismo; lanzaron las nuevas temporadas de juegos para este deporte. 

### Conciertos
El estadio ha sido utilizado en varias ocasiones para conciertos de artistas como Vicente Fernández, Luis Miguel. Para ello han tenido que ser restaurados ya que durante ellos aumentó el aforo del estadio.